# Cezar Lăzărescu
Cezar Lăzărescu (n. 3 octombrie 1923, București – d. 27 noiembrie 1986, București) a fost un arhitect și urbanist român a cărui activitate s-a desfășurat în perioada conducerii țării de către Partidul Comunist Român. Din primii ani după absolvirea facultății, în 1952, și până după cutremurul din 1977, a conceput și realizat un număr important de planuri și detalii de sistematizare în toată țara.
A format în jurul său o echipă de arhitecți, artiști și studenți cu care a propus puterii comanditare ceea ce numea el „principiile mele de artizan”: să construiască ieftin, repede și în termeni (ceea ce era extrem de dificil în acea perioadă de lipsuri). Mulțumită relațiilor sale bune cu forurile comanditare de mare pondere politică, a avut acces prioritar la furnizori și, obținând materiale și meșteri de calitate, a reușit adesea să-și atingă scopurile ținând termenii.
Aceste principii i-au adus recunoașterea puterii dar și critici șoptite printre colegi. La aceste critice, replica sa era că „preferă să facă cât poate mai bine pentru profesiune decît să devină un disident, al cărui discurs poate fi marcant dar ale cărui realizări rămân la stadiul de schițe”.

## Biografie
Tatăl său, Alexandru Lăzărescu a fost colonel de geniu militar. Se afla în mare parte a timpului în garnizoană, departe de București și de casă. Cezar Lăzărescu a păstrat o imagine de protector de la distanță a tatălui său și amintirile unor vacanțe exuberante. Mama sa, Sophia Lăzărescu Georgescu, casnică, era fiica unui muncitor tipograf care a devenit director-acționar de tipografie și în tinerețe ea urmase o școală prestigioasă de artă. Astfel i-a transmis gustul și tehnica desenului și a picturii precum și voința muncii serioase și ambiția.

### 1930 – 1956: Anii de școală și primele realizări
După anii școlii primare, din cartier, unde cărțile de basme ilustrate pe care le-a creat i-au adus simpatia colegilor și a profesorilor, Lăzărescu urmează cursurile Liceului „Gheorghe Lazăr”, unul din cele mai renumite licee din București, unde rezultatele sale sunt remarcate. Participă la toate expozițiile liceului din acea perioadă și expune în sala de expoziții a Ateneului Român în 1942: o expoziție personală într-o sală de renume.
În anul următor, pe fundalul războiului, tatăl său dispare în bătălia de la Cotul Donului împotriva Uniunii Sovietice. Cezar Lăzărescu trebuie să facă față, cu Sophia, nevoilor familiale. În același timp, are un parcurs universitar remarcabil, și participă la multe acțiuni profesionale și sociale extrauniversitare.
După ce Partidul Comunist Român preia puterea, în 1945, un tânăr cu expoziție de succes sub regimul lui Ion Antonescu și cu un tată căzut în lupta antibolșevică nu-și poate „curăța dosarul politic” decât demonstrându-și „entuziasmul revoluționar” la „șantierele tineretului”, în „efortul colectiv de a făuri România nouă, socialistă”. Astfel Cezar Lăzărescu devine responsabilul unei echipe de tineri arhitecți chemați să realizeze locuințe în apropiere de Cernavodă și pe malul mării, pentru muncitorii liberi și cadrele conducătoare ale canalului Dunăre-Marea Neagră atunci bine cunoscut ca șantier de muncă silnică pentru deținuții regimului comunist. În continuare, Cezar Lǎzǎrescu realizează pentru noul regim stabilimente de băi și de sănătate și tabere de vacanță pentru copii între Eforie Nord și Sud, pe malul lacului Techirghiol și la Mangalia.
Arhitectura oficială a începutului anilor '50 este supusă influenței sovietice: constructivismul și realismul socialist produc o sumă de clădiri utilitare, în general blocuri, uneori cu decor clasicist, imagine pompoasă destinată să ateste nivelul elevat al vieții clasei muncitoare. Acest stil arhitectural, al cărui exemplu proeminent este Universitatea din Moscova și variantele sale (precum Casa Scânteii din București), este impus prin lege în fiecare țară aflată sub influența sovietică. Orice construcție socială sau de locuințe trebuie să se conformeze.

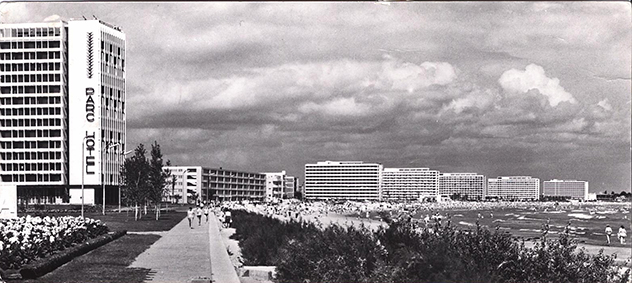
21 de hoteluri și 8 restaurante, comerțuri, baruri și cluburi la Mamaia

### 1957 - 1961: Dezvoltarea litoralului românesc
Programul de concedii plătite pentru „Sindicatele Muncitorilor” a condus la necesitatea urgentă de a crea, în câteva luni, un număr impresionant de paturi în hoteluri pe litoralul românesc. Un influent „tovarăș” local a cerut echipei condusă de Lăzărescu să construiască, înainte de începerea sezonului estival, un complex hotelier cu restaurante pentru sindicate în Eforie Nord. Pus în fața unei ecuații aparent fără soluție (construirea în cîteva luni, cu un buget inadecvat, a mai mult de o mie de locuri de cazare), Lăzărescu și echipa reușesc obținând de la București materialele și muncitorii necesari pentru a realiza un ansamblu de cazare și restaurare modern, cu mari suprafețe vitrate, apropiat de „arhitectura modernă” internațională a epocii și de principiile lui Le Corbusier, dar ignorând atât regulile birocratice de repartizare a resurselor, cât și realismul socialist.
Rezultă denunțuri și o anchetă juridică, Lăzărescu fiind convocat, împreună cu responsabilul politic pentru litoral, de către Gheorghe Gheorghiu-Dej, secretarul general al Partidul Muncitoresc Român. Însă Gheorghiu-Dej îl felicită și își exprimă satifacția pentru rezultat, pentru termenul scurt de execuție și respectarea bugetului. Gheorghiu-Dej îl numește la scurt timp pe Lăzărescu responsabilul planului de dezvoltare al litoralului românesc. Astfel s-a născut unul din ansamblurile arhitecturale cele mai marcante care a sunat clopotul arhitecturii realist socialiste în România.
Urmează o perioadă de muncă intensă, cu dezvoltarea părții de sud a litoralului, zona Eforie Nord, Techirghiol, Eforie Sud (care în acea perioadă se numea Vasile Roaită) și Mangalia. Majoritatea construcțiilor sunt pentru odihnă, dar și de sănătate, multe investiții fiind cu specific medical și balnear. Zona de nord a orașului Constanța, Mamaia, are un caracter eminamente de odihnă și recreere. Dar zonele nou construite nu dispun de drumuri, de rețele de canalizare și de distribuție de energie corespunzătoare: totul trebuie reluat de la zero.

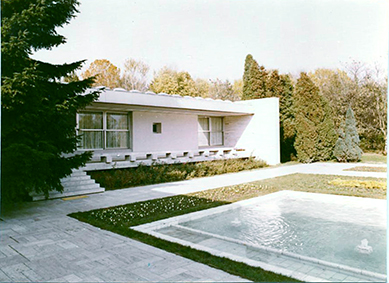
Vila “Lac 2” la București Floreasca

Echipa pe care o conduce e formată din tineri arhitecți talentați care s-au afirmat în mod individual ulterior, precum A. Borgovan, V. Ghiorghiu, G. Cristea, D. Ghiorghiu, A. Coveianu, L. Popovici, T. Adam, V. Petrea, Stopler și mulți alții. Amploarea proiectului și viziunea asupra „arhitecturii moderne”, larg împărtășită în cadrul echipei, au sudat-o și au condus la creații care păstrează și astăzi caracterul modern, minimalist aproape, al majorității construcțiilor (restaurantul „Perla Mării”, taberele de copii din Eforie între nord și sud, barul-cazino „Melody”, „Vila Marina” la Mamaia și altele). Soluțiile tehnice sunt îndrăznețe, pe măsura revoluției estetice: Mamaia este construită pe o fâșie de nisip între lac și mare, cu o altimetrie foarte mică, ceea ce a necesitat crearea unui sistem de salubritate inovator.

### 1961-1965: Vile de lux

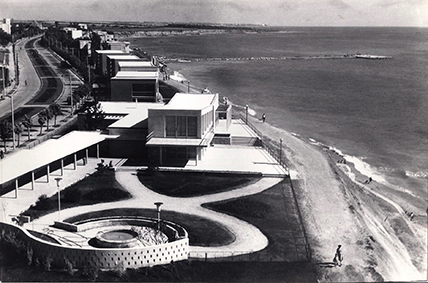
Trei vile prezidențiale la Eforie nord

În paralel cu dezvoltarea litoralului românesc, Lăzărescu și echipa sa sunt solicitați pentru construirea de vile speciale pentru demnitari străini în vizită în România și pentru demnitari ai guvernului, în Eforie Nord și Mamaia pentru început, apoi la București și în restul țării. Vilele sunt realizări de lux, cu multe contribuții importante ale unor companii franceze, cum ar fi „Perrier-Rolin” și „Zilli”, sau italiene, cum ar fi „Barovier & Toso” din Murano. Aceste proiecte au fost, împreună cu Aeroportul Otopeni-București, unele din rarele ocazii de colaborare cu soția sa, Ileana Lăzărescu, de asemenea arhitect, în domeniul decorației interioare.

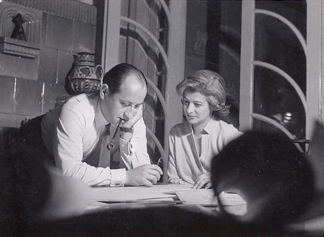
Lăzărescu împreună cu soția sa Ileana: trăiau într-o casă tradițională, antebelică.

În multe realizări din București (vilele ‘’Lac 1’’ și ‘’Lac 2’’ de exemplu) se simte influența americană a arhitecților Richard Neutra sau Mies van der Rohe, diametral opusă realismului socialist care a reprezentat dominația sovietică. Dar există, de asemenea, o manifestare a influenței arhitecturii românești, a mânăstirilor din nordul țării (vila de la Snagov) sau a construcțiilor din zone muntoase elvețiene (vila din Timișul de Sus).
Gheorghiu-Dej îl considera ca parte din familie. La observațiile altor demnitari cu privire la faptul că responsabilitățile lui Lăzărescu sunt incompatibile cu faptul că el nu era membru de Partid, Gheorghiu-Dej răspundea: „lăsați-l să-și vadă de treabă, în cazul în care dorește, va face politică mai tîrziu.” Lăzărescu nu a avut niciodată nevoie să devină membru, capacitățile sale făcând din el un om indispensabil.
Număr de demnitari comuniști îi cer construirea de vile pe care Lăzărescu le relizează cu entuziasm, cu excepția uneia relativ la care își permite să discute gusturile estetice ale clienților, anume Nicolae și Elena Ceaușescu.

### 1965 - 1977: începutul perioadei Ceaușescu și realizări semnificative
Gheorghiu-Dej a murit în primăvara anului 1965, lovit de un cancer fulgurant. În acel moment Lăzărescu se afla în Franța pentru comenzi de materiale. El ia cunoștință de preluarea puterii de către Ceaușescu și, în ciuda sfatului multor prieteni de acolo, se întoarce în Republica Populară Romînă. Unii demnitari și colegi îl denunță ca „dușman al poporului” pentru că a cheltuit banii țării pe construcții de lux și, împreună cu alți tovarăși apropiați lui Gheorghiu-Dej, Lăzărescu este pus pe „lista neagră” informală a celor care „trebuie să fie verificați". În acel moment, Ceaușescu nu a digerat încă discuțiile despre vila sa.
În 1968 Lăzărescu este chemat să participe la un concurs pentru Aeroportul Otopeni-București, primele propuneri ale arhitecților concurenți nesatisfăcînd exigențele lui Ceaușescu. Una din variantele lui Lăzărescu câștigă faza a doua a concursului și urmează construcția aeroportului.

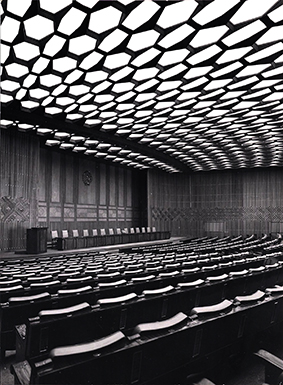
Sala de conferințe "Omnia"

Ulterior, el a construit un număr mare de clădiri reprezentative în țară (Palatul Sporturilor din București, Sala de conferințe a sediului Partidului Comunist, ambasada Chinei la București, sala culturală a ambasadei Franței și multe altele), precum și ambasada română la Beijing și Parlamentul Republicii Sudan la Khartoum. Lăzărescu a fost numit rector al Institutului de Arhitectură "Ion Mincu" și un an mai târziu președinte al Uniunii Arhitecților din România.

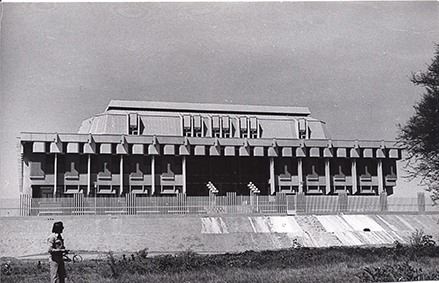
Parlamentul Sudanului la Khartoum.

Lucrările încredințate sunt importante, dar clădirile repartizate lui Ceaușescu sunt încredințate altor arhitecți. Relația cu cuplul Ceaușescu rămâne oficială, combinând respectul lor pentru profesionalismul lui Lăzărescu și respectul acestuia pentru clienții săi.

### 1977 - 1982: Restructurarea Bucureștiului și modificarea Teatrului Național
Relațiile lui Lăzărescu cu Ceaușescu încep să se deterioreaze după cutremurul din 1977. Daunele cutremurului au creat oportunitatea pentru Ceaușescu de a-și dezvolta vocația de ctitor. Ceaușescu ordonează reluarea studiilor de urbanism pentru modernizarea Bucureștiului făcute la cererea regelui Carol II în jurul anilor 1940. Și le însușeste și pornește un program de restructurare a orașului de tip Haussmannian, cu un nou centru de greutate a orașului în zona dealului Mitropoliei. Tema concursului prevede locuințe, o operă, muzee, biblioteca națională, un palat uriaș pentru guvern, ministere și marea adunare națională grupate la un loc (ca sediu politic și administrativ al țării), un hotel și spații comerciale. Studiile sunt realizate de mai multe echipe de arhitecți. Ceaușescu îi cere lui Lăzărescu un program pentru Sediul Partidului, al Organizațiilor de Tineret și Sindicale, și al Guvernului, pe baza organigramelor și a clădirilor existente.
Ceaușescu cere în permanență faze noi de studii și variante, reduce clădirile sociale și culturale pentru a păstra la sfârșit numai centrul politic, o construcție ministerială și locuințe. Fazele concursului restrâng numărul de participanți dar proiectele continuă să reflecte programul, cu excepția proiectului „echipei de tineret” condusă de arhitecta Anca Petrescu, care propune o construcție de formă piramidală, fără un program bine definit. Ceaușescu cere participanților să ia exemplu după Anca Petrescu și să aducă variante supradimensionate. Lăzărescu și echipa sa, precum și echipa lui Cornel Dumitrescu continuă să prezinte propuneri reduse (sub pretextul de a nu ști cum să proiecteze o clădire fără conținut, doar pentru imagine) și sunt eliminați din concurs.
În schimb, Lăzărescu este numit responsabil al proiectului de modificarea a clădirii Teatrului Național, proiectat pe timpul lui Gheorghiu-Dej de o echipă sub conducerea arhitectului Horia Maicu. Clădirea Teatrului îl irita pe Ceaușescu atât prin faptul că amintea de bisericile din nordul țării (biserica Arbore) cât și prin faptul că fusese constrâns să termine, la începutul „domniei”, un edificiu decis de predecesorul lui, Gheorghiu-Dej.
Cezar Lăzărescu a considerat numirea sa ca proiectant al transformărilor, drept „o pedeapsă pentru că a îndrăznit să nu se supună cererii de supralicitare pentru edificiul central”. Ceaușescu este conștient de rivalitatea creată între arhitecții implicați. Spre mijlocul operațiunii, Lăzărescu nu a mai fost chemat la vizitele lui Ceaușescu, modificările fiind transmise de către consilieri. Aceasta a fost, de asemenea, perioada în care cercul de consilieri și șefi de cabinet au izolat cuplul prezidențial, denaturând informația spre și de la ei, și pregătind astfel executarea lor în 1989.

### 1982 - 1986: Construcția Bibliotecii Naționale (neterminată)
În 1985, Lăzărescu a fost numit responsabil de proiectul Bibliotecii Naționale neterminat la moartea sa după o lună de comă, pe 27 noiembrie 1986.

## Distincții
- Ordinul „Steaua Republicii Socialiste România” clasa a II-a (1971) „pentru merite deosebite în opera de construire a socialismului, cu prilejul aniversării a 50 de ani de la constituirea Partidului Comunist Român”[7]
- Ordinul „Meritul Științific” clasa a II-a (7 mai 1981) „pentru rezultatele obținute în îndeplinirea cincinalului 1976–1980, pentru contribuția deosebită adusă la înfăptuirea politicii Partidului Comunist Român de făurire a societății socialiste multilateral dezvoltate în patria noastră, cu prilejul aniversării a 60 de ani de la făurirea Partidului Comunist Român”[8]

## Lista de lucrări

### Urbanism
- Planul de sistematizare al orașului Cernavodă -1952
- Planul de sistematizare al orașului Poarta Alba -1952
- Planul de sistematizare al orașului Năvodari - 1952
- Planul de sistematizare al orașului Constanța - 1954
- Planul de sistematizare și amenajare a litoralului Mării Negre - 1957
- Planul de sistematizare al orașului Vasile Roaită (Eforie Sud) - 1958
- Planul de sistematizare al orașului Eforie Nord - 1958
- Planul de sistematizare al orașului Pitești - 1967
- Detaliu de sistematizare a campusului Institutului de Fizică Atomică la Măgurele - 1969
- Planul de sistematizare al orașului Zimnicea - 1977

### Arhitectură
- Pavilionul administrativ al Combinatului Siderurgic Hunedoara - 1949
- Dezvoltare rezidențială pentru muncitori nefamiliști la Hunedoara - 1949
- Colegiul Tehnic cu 24 de clase și ateliere, Hunedoara - 1950
- 4 blocuri de locuințe pentru fabrica Electroputere de la Craiova - 1951
- Dezvoltarea sediul Consiliului de Stat al Planificării - 1951
- Blocuri de locuințe Medgidia, 86 apartamente - 1951
- Amenajarea interioară și extinderea sediului Casei Compozitorilor București - 1951
- Blocuri de locuințe cu 140 apartamente la Medgidia - 1952
- Colonii muncitorești pentru mineri, Baia Mare - 1952
- Pavilionul Central al Clubului Sportiv Dinamo București - 1954
- Clădiri pentru Armată, Dobrogea - 1955
- Clădiri pentru Ministerul de Interne - 1956
- Complex de clădiri de balneoterapie, Eforie Sud - 1957
- Amenajarea falezei (restaurant, terase și anexe), Eforie Nord - 1957
- Hotel de 200 de locuri, Eforie Nord - 1957
- 8 vile ministeriale, Eforie Sud - 1957
- Dezvoltarea hotelului "Albatros" și construcția restaurantului anexă[9],  Mamaia - 1957
- Tabără de vară pentru 200 de locuri, Eforie Nord - 1957
- 3 vile la Mangalia - 1958
- Tabără de vară pentru 600 de locuri Eforie Sud - 1958
- Bar și restaurant pe malul mării, Eforie Nord - 1958
- 9 vile guvernamentale, Eforie Nord - 1958
- Hoteluri și restaurante pentru 1600 de locuri Eforie Nord - 1958
- Hoteluri pentru 1200 locuri, restaurante și comerțuri, Mangalia - 1958
- Trei vile prezidențiale Eforie Nord - 1958
- 3 case de odihnă medicalizate, 600 de locuri, restaurant și club, Mangalia - 1959
- Hoteluri, magazine, cinematografe și restaurante pentru 2000 de locuri, Eforie Nord - 1959
- Clădiri balneare, Lacul Techirghiol - 1959
- Sanatoriu și clinică de 500 de locuri[10],  Mangalia - 1959
- Tabară de vară, restaurant și dotări sociale, Mamaia - 1959
- Sediul Consiliului Popular al orașului Mangalia - 1959
- Sanatoriul pentru copii tuberculoși, 600 de locuri, Mangalia - 1959
- 21 hoteluri și 8 restaurante, magazine, baruri și cluburi, 10000 locuri, Mamaia - 1960
- Residență pentru personalul administrativ, Eforie Nord - 1960
- Bloc pentru personalul administrativ al centrului de odihnă cu cazare 300 locuri, Eforie Nord - 1961
- Vila prezidențială pentru demnitari străini de la București Floreasca ‘’Lac 1’’ - 1962
- 5 vile guvernamentale cu cinematografe și piscine, București - 1963
- Vila prezidențială cu piscină și cinematograf în București Floreasca ‘’Lac 2’’ - 1964
- Vila prezidențială cu cinema la Timișu de Jos, Brașov - 1964
- Vila prezidențială pentru demnitari de afaceri externe la Snagov - 1965
- Reședința pentru oficialii partidului la Snagov - 1965
- Hotel de 50 de locuri pentru demnitari de partid la Snagov - 1965
- Vila guvernamentală la Craiova - 1965
- Hotel "Europa", Eforie Nord - 1966
- Vila prezidențială "Marina" din Mamaia - 1966
- Cameră de primire și protocol Mangalia Nord - 1967
- OMNIA Sala de conferințe[11] a Sediul Central al Partidului, București - 1967
- Resedință 50 de locuri și restaurant, Pitești - 1969
- Sediul administrativ și politic, Pitești - 1969
- Sediul administrativ și politic Focșani - 1969
- Tren guvernamental și decorarea interioară a 24 vagoane - 1969
- Vapor guvernamental și decorarea interioară  - 1969
- Casa de Cultură -  Sală de 800 de locuri în Pitești - 1970
- Aeroportul Internațional „Henri Coandă” București[12] - 1970
- Centru Sportiv de 12000 de locuri București - 1970
- Pavilion pentru Institutul de Fizică Atomică la Măgurele - 1970
- Extindere pentru Facultatea Tehnică de Construcții - 1971
- Palatul Sporturilor din București 8000 de locuri - 1974
- Hotel la Predeal - 1974
- Clădiri în Libia - 1975
- Resedința prezidențială la Monrovia în Liberia -1976 (proiect)
- Ambasada României la Beijing - China - 1977
- Parlamentul din Sudan la Khartoum - 1977
- Palatul Prezidențial din Khartoum - 1977 (proiect)
- Ambasada Chinei la București - 1979
- Centrul cultural al Ambasadei Franței la București - 1979
- Turn de televiziune la București - 1980 (proiect)
- Reactualizarea Teatrului Național din București - 1982
- Biblioteca Națională din București -1984 (construcție neterminată)

## Publicații
- Manualul arhitectului vol. 1- Editura Tehnică București, 1954 (colaborare)
- Proiectarea și construcția orașelor - Norme și principii – Editura Tehnică București, 1956
- Problemele actuale ale hotelurilor din orașele țării noastre - Teză de Doctorat
- Betonul aparent – Editura Tehnică București, 1969
- Construcții hoteliere – Editura Tehnică București, 1971 (citește online)
- Arhitectura construcțiilor turistice moderne din România – Editura Meridiane, 1972
- Arhitectura românească în imagini – Editura Meridiane, 1973
- Arhitectura contemporană din România – Editura Meridiane, 1973
- Urbanismul în România – Editura Tehnică București, 1974
- Arhitectura și viața orașelor - Editura Tehnică București, 1986 (citește online)
- Conceptul de proiectare în învățămîntul de arhitectură – Institutul de Arhitectură, 1971
- Cum să înțelegem arhitectura - Bruno Zevi - Traducere din limba italiană și comentarii, 1969

## Alte surse
- Biografia lui Cezar Lăzărescu scrisă de către soția, Ileana Lăzărescu: Vise in piatră. In memoria profesorului doctor arhitect Cezar Lăzărescu, Editura Capitel, 2003, ISBN 973 85523 5 4.
- Mamaia la 90° (partea a III-a - de la anii 1950 spre prezent), articol în ziarul Ziua de Constanța, 13.8.2012 citește online.
- Radu-Alexandra Răuță: "Shifting meanings of modernism: parallels and contrasts between Karel Teige and Cezar Lăzărescu" în: The Journal of Architecture, Royal Institute of British Architects. - Bd. 14.2009, 1, S. 27-44.